# فرناندو مايسترو
فرناندو مايسترو (بالإسبانية: Fernando Maestro) هو لاعب كرة قدم إسباني في مركز حراسة المرمى، ولد في 15 أبريل 1974 في تاراسا في إسبانيا. شارك مع منتخب إسبانيا تحت 16 سنة لكرة القدم ومنتخب إسبانيا تحت 17 سنة لكرة القدم ومنتخب إسبانيا تحت 18 سنة لكرة القدم. أما مع النوادي، فقد لعب مع النادي الرياضي بدانية وإسبانيول وخيمناستيك طركونة ونادي ألكويانو ونادي أوسبيتاليت ونادي أونتينيينت ونادي برشلونة ب ونادي سان أندرو.

## وصلات خارجية
- فرناندو مايسترو على موقع قاعدة بيانات كرة القدم.إي يو (الإنجليزية)
- فرناندو مايسترو على موقع Soccerway.com (الإنجليزية)